# Ágoston Péter (politikus)
Ágoston Péter, születési és 1895-ig használt nevén Augenstein Péter (Zsombolya, 1874. március 25. – Párizs, 1925. szeptember 6.) jogtudós, egyetemi tanár, miniszter, radikális, majd szociáldemokrata politikus. Fordítói álneve: Rab Pál.

## Élete
Római katolikus vallású, édesapja Augenstein Ferenc, édesanyja Genoveva Mechl. 1896-ban a budapesti egyetemen jogtudományi és államtudományi oklevelet szerzett, még ebben az évben bírói szakvizsgát tett. 1899-ben Veszprém törvényszéki aljegyzőjévé nevezték ki. 1901-től a nagyváradi jogakadémián tanított (1903-tól már egyetemi magántanári képesítéssel) és létrehozta a helyi Társadalomtudományi Társaságot (TTT). 1903-ban kinevezték a nagyváradi katolikus jogi akadémia tanárának, két évvel később egyetemi magántanári képesítést is megszerezte Kolozsváron. Az első világháborút megelőzően cikkeket írt a Világ, a Népszava, a Huszadik Század és a Szocializmus című lapoknak.
Az első világháborúban önkéntesként került a frontra, ekkor ismerte fel, az Osztrák-Magyar Monarchia fenntarthatatlanságát, a nemzetek önrendelkezése, a szabad egyesülés, a szomszéd népekkel való megbékélés fontosságát. 1915-ben felmentették a katonai szolgálat alól, azonban 1917-ben ismét visszatért az olasz hadszíntérre. 1917-ben jelent meg "A zsidók útja" című könyve, amely széles körben keltett élénk visszhangot és közvetlen indítékul szolgált a Huszadik Század című folyóirat "A zsidókérdés Magyarországon" címmel rendezett nagy jelentőségű ankétjához. Ágoston szembefordul a megelőző nemzedék meggyőződésével, midőn kijelenti: a zsidókérdés megint égető kérdéssé lett hazánkban, s hogy az asszimilációt erősen gátolta, hogy a zsidóság egyetlen tömbként tagozódott be a magyar társadalomba.
Az 1918. októberi polgári forradalmat követően a nagyváradi Nemzeti Tanács elnökévé választották. Később Bihar vármegye kormánybiztos-főispánja lett, 1919. január 1-jétől pedig Budapesti Egyetem jogtudományi karára nevezték ki egyetemi tanárnak. 1919. február 20-tól március 20-ig a Berinkey-kormányban volt belügyi államtitkár. A Magyar Tanácsköztársaság alatt, 1919. március és április között külügyi népbiztoshelyettes, április-júniusban Kun Béla és Pogány József mellett az egyik külügyi népbiztos, majd június 24-től a diktatúra bukásáig igazságügyi népbiztos volt. Diplomáciai tevékenysége során megpróbált közeledni az antanthatalmakhoz. Ebből a célból az antant megbízottaival Bécsben és Budapesten folytatott megbeszéléseket, melyben egy számukra elfogadható kormány megalakításáról tárgyaltak.
A kommün alatt a Budapesti Központi Forradalmi Munkás- és Katonatanács elnökségének is tagja volt, június 24-től hivatalosan igazságügyi népbiztos volt, ám Rónai Zoltán látta el feladatkörét, mint belügyi népbiztoshelyettes. 1919. augusztus 1-jén megalakult a Peidl-kormány, ennek augusztus 6-áig volt külügyminisztere (az Antant határozott kérésére nevezték ki), majd 1919. november 15-én letartóztatták és 1920 decemberében, a népbiztosperben halálra ítélték.
A Szovjetunió kiváltotta őt is a szovjet-magyar fogolycsere-akció alkalmával. 1922. februárjában került Moszkvába, ahonnan 1924-ben Londonba ment, végül Párizsba érkezett. Publicisztikai tevékenysége is jelentős volt, dolgozott többek között a Huszadik Század, a Világ, és a Szocializmus szerkesztőségében.  A történelmi materializmus elveit próbálta alkalmazni jogtörténeti és történeti műveiben, kissé vulgárisan. Fordítóként Rab Pál néven ültette át Friedrich Engels, Karl Kautsky, Franz Mehring és August Bebel műveit magyarra. Cikkei szignálására A. P. és drap aláírást is használt. Éles szellemi harcokat vívott a jogtudomány konzervatív képviselőivel, és egy ideig részt vett minden olyan tudományos szervezetben, amelyben esélyt látott a modernizálás, a reformálás gondolatának terjesztésére.
1925. szeptember 7-én szélütés következtében Párizsban halt meg.

## Szabadkőműves pályafutása
Ágoston Péter már az 1907. év júliusában jelentkezett a László király páholyba, amelybe 1908. elején vették fel. 1910. január 8-án a nagyváradi szabadkőművesek több páholy részvételével megtartott tanácskozást szerveztek a választójog, a szekularizáció és a felekezetmentes ingyenes népoktatás érdekében. A vándorgyűlés egyik vezéregyénisége Ágoston Péter volt. 1911-ben megválasztották a páholy főmesterévé. A László király páholy a magyar szabadkőművesség radikális vonalához tartozott, s amikor a Nagypáholy 1912-ben körlevéllel fordult a páholyokhoz, felszólítva őket, hogy hagyjanak fel a politizálással, Ágoston és hívei kiléptek és új páholyt alapítottak Bihar néven. 1917 elején a Nagypáholy Szövetségtanácsának megbízásából Németországba látogatott, sorra járta a legfontosabb szabadkőműves páholyokat, hogy megnyerje őket az áhított világbéke ügyének. Sajnos a helyzetből fakadóan kevés sikerrel.

## Főbb művei
- A szövetkezetek. A kereskedelmi törvény és az 1898:XXIII. t. cz. rendszeres feldolgozása. Kézikönyv szövetkezeti alapítók, szövetkezeti tagok és felszámolók részére;  Buzárovits, Esztergom, 1900
- A tulajdonjog alaptanai. Budapest: Politzer, 1903. VIII, 407, [2] p.
- A magánjog módszere, Budapest, 1903 Online
- A magyar zálogjog története. Budapest: Politzer, 1905. 64, [1] p.
- A követelés és zálogjog viszonya:felolvastatott a Nagyváradi Jogászegylet 1905. évi febr. 4. és 11-iki ülésein. Nagyvárad: Nagyváradi Jogászegylet, 1905. 51 p.
- A zálogjog általános tanai, kapcsolatosan azok fejlődésével; Politzer, Bp., 1906
- A jogügyleti akaratról: Magánjog dogmatikai tanulmány. Budapest: [s.n.], 1906. [1], 24 p.
- A zálogjog általános tanai: kapcsolatosan azok fejlődésével. Budapest: Politzer, 1906. 166 p.
- A sztrájk jogalapja. Budapest: Franklin, 1907. 31 p.
- A sztrájk büntetése, Nagyvárad, 1908
- A szekularizáció, Budapest, 1909
- A munka rabsága, Nagyvárad, 1909
- A vármegye, Budapest, 1912
- Városi programm. Nagyvárad: Sonnenfeld Ny., 1912. 29 p.
- A modern városok feladatai. Nagyvárad: Sonnenfeld Ny., 1912. 24 p.
- A szabadkőmívesség; Sonnenfeld Ny., Nagyvárad, 1913 (A Bihar szabadkőmíves-páholy kiadványa)
- A magyar világi nagybirtok története (Társadalomtudományi Könyvtár Új sorozat, Bp., 1913)
- A jövő polgári törvénykönyvének tervezete. Nagyvárad: Nagyváradi Társadalomtudományi Társaság, 1916. 46, [2] p.
- A mi útjaink, Magyarország jövője, Nagyvárad, 1916
- A zsidók útja, Budapest, 1917
- A háború okozói (Munkáskönyvtár 26. sz.) Bp., 1919